# Женский Тур Норвегии
Женский Тур Норвегии (англ. Ladies Tour of Norway) — шоссейная многодневная велогонка, проходившая по территории Норвегии с 2014 по 2021 год.

## История
С 1983 по 1993 год в Норвегии проводилась женская многодневная гонка под названием Постджиро (англ. Postgiro).
После 20-летнего перерыва в 2014 году была создана данная гонка. Изначально она проводилась  в рамках Женского мирового шоссейного календаря UCI. В 2017 года вошла в календарь Женского мирового тура UCI.
В 2018 году накануне начала Тура был проведён Женский Тур Норвегии TTT, который прошёл в формате командной гонки.
В 2020 году гонка была отменена из-за пандемии COVID-19.
В 2019 году возник план объединить с 2021 года Женский Тур Норвегии вместе с обеими шведскими Воргордскими гонками (групповой и командной) в десятидневную гонку Битва за Север которая должна проходить по территории скандинавских стран Дании, Швеции и Норвегии. В 2021 году Воргорда отказался от этого плана, и обе её гонки продолжали существовать независимо друг от друга. В итоге в 2022 году Женский Тур Норвегии прекратил своё существование и был заменён на Тур Скандинавии.
Маршрут гонки в первые годы состоял из короткого пролога и 2—3 этапов протяжённостью около 100 км каждый. С 2017 маршрут стал включать 3—4 этапа, протяжённость которых увеличилась до 130—150 км. До 2019 года часть одного из этапов проходила по территории Швеции стартуя от Старого Свинесундского моста. За исключением первого издания гонка финишировала всегда в Халдене.
Рекордсменкой по количеству побед стала нидерландка Марианна Вос, победившая 3 раза подряд. Всего же представители Нидерландов выиграли 6 из 7 гонок.

## Призёры
| Год  | Победитель           | Второй         | Третий            |          |
| ---- | -------------------- | -------------- | ----------------- | -------- |
| 2014 | Анна Ван дер Брегген | Марианна Вос   | Катажина Невядома |          |
| 2015 | Меган Гарнье         | Шелли Олдс     | Аманда Спратт     |          |
| 2016 | Люсинда Бранд        | Талита Де Йонг | Анушка Костер     |          |
| 2017 | Марианна Вос         | Меган Гарнье   | Эллен Ван Дейк    |          |
| 2018 | Марианна Вос         | Эмилия Фахлин  | Корин Ривера      |          |
| 2019 | Марианна Вос         | Корин Ривера   | Леа Кирхманн      |          |
| 2020 | отменено             | отменено       | отменено          | отменено |
| 2021 | Аннемик ван Влётен   | Эшли Молман    | Кристен Фолкнер   |          |